# سیوری‌حصار (گوزل‌یورت)
سیوری‌حصار (به ترکی استانبولی: Sivrihisar) یک منطقهٔ مسکونی در ترکیه است که در گوزل‌یورت واقع شده‌است.